# Howhannes Katschasnuni

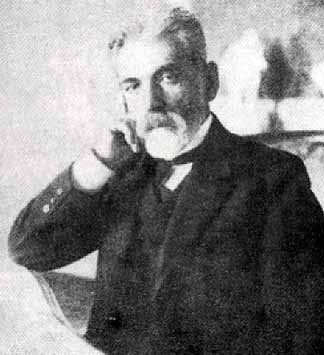
Howhannes Katschasnuni

Howhannes Katschasnuni (auch Hovhannes Kachaznouni, armenisch Յովհաննէս Քաջազնունի, reformiert Հովհաննես Քաջազնունի, * 1. Februar 1867 in Achalziche, Georgien; † 1938 in Jerewan, Armenische SSR) war der erste Ministerpräsident der Demokratischen Republik Armenien, des ersten armenischen Staates, der im Mai 1918 gegründet, allerdings international nicht anerkannt wurde.

## Leben
Katschasnuni studierte an Universitäten im Deutschen Reich und in Russland Architektur und Bergbauwissenschaften und ließ sich danach in Baku nieder, wo er sich der Armenischen Revolutionären Föderation (Daschnakzutjun) anschloss. Nach dem Beginn des Ersten Weltkrieges kritisierte er die Aufstellung armenischer Freiwilligenverbände. 1917 nach der Februarrevolution wurde er Mitglied des neugebildeten Armenischen Nationalrates und wurde nach der Oktoberrevolution in die kurzlebige Konstituante gewählt. In den Folgemonaten fungierte er als Delegierter der Transkaukasischen Föderation auf der Konferenz in Trabzon sowie als Abgeordneter und Sozialminister dieses kurzlebigen Staates. Nach der Unabhängigkeit Armeniens war er von Mai 1918 bis August 1919 Ministerpräsident der Demokratischen Republik Armenien, unternahm im Frühjahr einen längeren Staatsbesuch in Europa, um für Unterstützung Armeniens zu werben. In dieser Periode wurde er wegen seiner gemäßigten, auf Verständigung abzielenden Linie von Teilen der eigenen Partei kritisiert. Versuche seinerseits, im Herbst 1920 eine neue Regierung unter seiner Führung zu bilden, blieben erfolglos.
Nach der Machtübernahme armenischer Bolschewiki und der Gründung der Armenischen Sowjetrepublik Ende 1920 zeitweise inhaftiert, floh Katschasnuni in den Westen. Auf der Parteikonferenz 1923 der Daschnakzuzjun in Bukarest forderte er die Auflösung seiner Partei und die Unterstützung der Armenischen Sowjetrepublik, in welche er später übersiedelte. Katschasnuni wurde im Rahmen des Großen Terrors unter Josef Stalin 1938 getötet.

## Parteitagsbericht von 1923

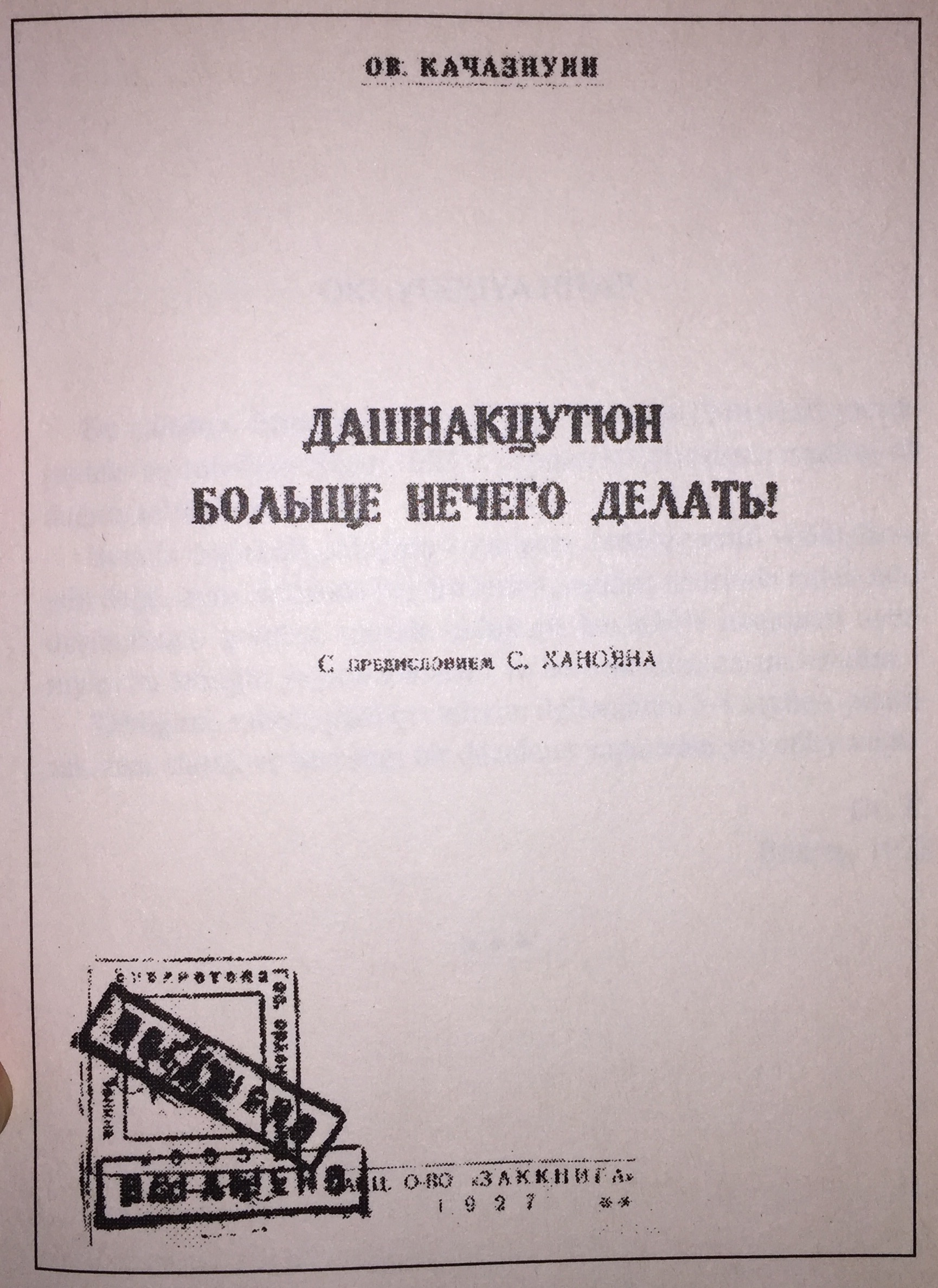
Aus dem Armenischen übersetzte russische Original-Publikation des Buches Für die Daschnakzutjun gibt es nichts mehr zu tun, [ОВ. КАЧАЗНУНИ, "ДАШНАКЦУТЮН: БОЛШЕ НЕЧЕГО ДЕЛАТЬ!" - С предисловием С. ХАНОЯНА. ТИФЛИС, ЗАККНИГА, 1927]. Das Buch befindet sich in der Russischen Staatsbibliothek in Moskau. Der Bericht an sich wurde bereits 1923 ins Russische übersetzt.

Eine gewisse Bekanntheit erlangte Katschasnuni in der aktuellen Debatte um den Völkermord an den Armeniern durch seinen wiederveröffentlichten „Bericht zur Parteikonferenz 1923“ (arm. Originaltitel Daschnakzutiune anelik tschuni uilews) der Armenischen Revolutionären Föderation (Daschnakzutjun). Darin setzt Katschasnuni sich selbstkritisch mit den von ihm, seiner Partei und seiner Regierung während des zurückliegenden Krieges eingegangenen Bündnissen und Bindungen auseinander. Kurzgefasst sieht er es im Nachhinein als strategischen Fehler an, zunächst mit den Russen und danach mit der Entente gegen die Türkei paktiert und gekämpft zu haben. Die Mächte, mit denen man Bündnisse gegen die Türken eingegangen sei, hätten nicht die Unabhängigkeit Armeniens angestrebt, sondern eigene Ziele verfolgt. Letztendlich hätten die Verbündeten Armenien fallen gelassen. Folgen dieser strategischen Fehlentscheidungen seien sowohl die Vertreibung von hunderttausenden von Armeniern aus ihrer Heimat als auch der im Zuge dessen verübte Genozid sowie die letztendliche Aufteilung Armeniens zwischen der Türkei und Russland gewesen. Die Verantwortung für diese Bündnispolitik lastet Katschasnuni in großer Offenheit sich, seiner Daschnakzutjun-Partei und seiner Regierung an.
Der Parteitagbericht wird von Kreisen, die den Genozid an den Armeniern leugnen, als Beleg dafür angeführt, dass es sich bei den Armenischen Opfern nicht um einen Genozid gehandelt habe, sondern um legitime Maßnahmen im Rahmen einer kriegerisch-militärischen Auseinandersetzung, wie es dem bislang offiziellen Standpunkt der Türkei entspricht. Die aktuell (2007) einzig verfügbare deutsche Ausgabe des Berichtes ist zudem mit einem fast gleich umfangreichen Vorwort von Mehmet Perinçek versehen, türkischer Historiker, Politologe und Professor. In Perinçeks Vorwort wird Katschasnunis Selbstkritik dahingehend interpretiert, dass Massenvertreibung und -mord nicht nur kausale Folgen strategisch unkluger Bündnispolitik gewesen seien, sondern dass darüber hinaus die Türkei keine und Katschasnuni bzw. die Armenier auch jedwede moralische Verantwortung für das ihnen zugefügte Leid und Unrecht trügen. Daraus wird schließlich geschlussfolgert, mit armenischen Dokumenten lasse sich nachweisen, dass die Rede vom Genozid an den Armeniern eine “Lüge” sei.
Seit April 1923 wird Katschasnunis Parteitagsbericht in Armenien unter Verschluss gehalten. Ausdrucke, Verkauf oder Veröffentlichungen der literarisierten Version des Berichts sind in Armenien bisher verboten; die aus dem Armenischen übersetzte russische Originalversion des Buches "ДАШНАКЦУТЮН: БОЛЬШЕ НЕЧЕГО ДЕЛАТЬ!" (übers. "Für die Daschnakzutjun gibt es nichts mehr zu tun"), worauf die türkische Übersetzung basiert, befindet sich in der ehemaligen Lenin-Bibliothek in Moskau und wurde 1927 in Tiflis publiziert. Die Veröffentlichung des Buches (10. Auflg.) wurde in vier verschiedenen Sprachen veröffentlicht: Deutsch, Englisch, Türkisch und Russisch. In Europa befindet sich das Werk zwar im Literaturindex, ist jedoch nicht erhältlich, da vorherige gedruckte Auflagen von der Daschnakzutjun aufgesammelt wurden. Der englischsprachige Ausdruck The Armenian Revolutionary Federation Has Nothing To Do Any More: The Manifesto of Hovhannes Katchaznouni wurde 1955 in New York vom Armenischen Informations-Service publiziert, beinhaltet jedoch nicht die "vollständigen" Ausführungen Katschasnunis Parteitagberichts. Eine türkische Übersetzung des Berichts wurde bis 2005 nicht publiziert und unterlag geradezu einer Publikations-Unterdrückung, was zur Folge hatte, dass bis dato keine türkische Untersuchungen stattfanden. Die Erstveröffentlichung auf Türkisch erfolgte am 2. Oktober 2005 durch die Tageszeitung Aydınlık. Es werden besonders folgende zentrale Schlussfolgerungen aus dem Bericht Katschasnunis hervorgehoben:
1. "Es war ein Fehler, freiwillige Streitkräfte zu bilden."
2. "Man war bedingungslos an Russland gebunden."
3. "Man hat das pro-türkische Machtgefüge nicht in Betracht gezogen."
4. "Der Umsiedlungsbefehl war folgerichtig."
5. "Die Türkei ist dem Verteidigungstrieb gefolgt."
6. "Die englische Okkupation nach 1918 hat den Hoffnungen der Daschnaken neuen Auftrieb verliehen."
7. "Man hat in Armenien eine Diktatur der Daschnaken errichtet."
8. "Man ist einem imperialistischen Projekt (wie der Forderung 'ein Armenien von einem Meer zum anderen') verfallen und wurde in diesem Sinne aufgestachelt."
9. "Man hat die muslimische Bevölkerung hingemetzelt."
10. "Die armenischen Terroranschläge waren darauf ausgerichtet, die westliche Öffentlichkeit zu gewinnen."
11. "Man hätte nicht nach Schuldigen außerhalb der Daschnaken-Führung suchen dürfen."
12. "Für die Daschnakzutyun gab es nichts mehr zu tun, man hätte eher Selbstmord begehen sollen."

In Matthew A. Callenders "unvollständiger" englischsprachiger Übersetzung (1955), die aus dem ursprünglichen armenischen Text stammt, beschreibt Katschasnuni das armenisch-türkische Verhältnis im Jahre 1915 wie folgt: 

„Die im Sommer und Herbst 1915 erfolgten Deportationen, Massenvertreibungen und Massaker waren tödliche Schläge gegen die armenische Sache. Die Hälfte des historischen Armenien … wurde von Armeniern entblößt: die armenischen Provinzen der Türkei waren nunmehr ohne Armenier. Die Türken wussten, was sie taten und haben heute keinen Grund, es zu bereuen. Es war die entschiedenste Methode, die armenische Frage aus der Türkei zu streichen.“

 Weiterhin verlautet Katschasnuni in seinem Bericht: 

„Als an unseren Grenzen Militäroperationen begannen, boten die Türken an, sich mit uns zu treffen, um Verhandlungen aufzunehmen. Wir haben ihren Vorschlag abgelehnt. Es war ein großer Fehler. Dies bedeutete nicht, dass die Verhandlungen sicherlich erfolgreich gewesen wären, aber es gab die Möglichkeit, in diesen Verhandlungen sich auf einen friedlichen Ausgang zu einigen. [...] Unsere Partei trägt die Schuld für dieses Verbrechen. [...] Die Regierung hätte diese Bedingungen nicht akzeptieren können; da alle politischen Parteien und Gruppen, alle Diplomaten, Offiziere und freiwillige Heimatbefreiungseinheiten ... die Faust zusammenballend, diese Regierung exkommuniziert und des Verrats bezichtigt hätten. Der Vertrag von Sèvres hatte alle Augen verblendet. [...] Eine Tatsache; eine unverzeihliche Tatsache ist, dass wir nichts unternommen haben, um den Krieg zu vermeiden. Im Gegenteil, wir haben die Gründe dafür geschaffen. Das Unverzeihliche daran ist, dass wir über die tatsächliche Schlagkräftigkeit der türkischen Armee nicht informiert waren, und die der unsrigen Armee ebenfalls nicht.“

 Eine wissenschaftliche Auseinandersetzung von neutraler Seite mit Katschasnunis Parteitagsbericht hat bislang kaum stattgefunden, so liegt 2007 weder eine textkritische noch eine kommentierte Edition vor. Gelegentlich wird der Text als Pamphlet bezeichnet, wobei allerdings zwischen Katschasnunis Bericht und Perinçeks interpretierendem Vorwort nicht unterschieden wird. Umstrittenerweise ist zu bemerken, dass während in der "unvollständigen", auf armenischen Informationsdienst-Dokumenten basierenden, englischsprachigen Übersetzung, das Wort "Holocaust" zweimal seitens Katschasnunis erwähnt worden zu sein scheint, erscheint dieser Begriff (türk. 'soykırım') jedoch in den aus dem Russischen stammenden türkischen Übersetzungen nicht im Zusammenhang Katschasnunis verlautetem Textinhalt. Stattdessen wird in der türkischen Übersetzung auf Seite 35 und 91 der Begriff "kıyım" ('Blutbad') verwendet.

## Werke
- Daschnakzutiune anelik tschuni uilews. Wien 1923